# チャールズ・ベックウィズ
チャールズ・アルヴィン・"チャーリー"・ベックウィズ（Charles Alvin "Charlie" Beckwith, 1929年1月22日 - 1994年6月13日）は、アメリカの軍人。デルタフォースの創設者としてその名を知られる。最終階級は陸軍大佐。

## 若年期
1929年、ベックウィズはジョージア州アトランタにて生を受け、高校ではフットボールチームの一員として活躍する。その後はジョージア大学に進み、フットボールチーム「ブルドッグス」に所属する傍ら、学生友愛組織のシグマ・カイ(Sigma Chi)デルタ支部に所属した。彼はまた大学生向けの予備役将校訓練課程に参加し、1952年には陸軍少尉となっている。同年、グリーンベイ・パッカーズからのオファーがあったが、陸軍入隊を決意してこれを断っている。

## 軍人として
朝鮮戦争終結後、ベックウィズ少尉は第7歩兵師団第17歩兵連隊C中隊所属の小隊長として韓国へ派遣された。1955年、ベックウィズは第82空挺師団第504歩兵連隊付支援中隊長となる。
それから2年後、彼は陸軍レンジャー学校を卒業して特殊部隊群へ入隊する。1960年にはベトナム共和国およびラオスへ軍事顧問として派遣された 。
また、1962年以降は英国の特殊空挺部隊(SAS)へ交換将校として派遣される。マレー危機の折にはSASと共にゲリラ作戦を展開している。ジャングルでの作戦行動中、彼はレプトスピラ症を発症した。軍医から生存は絶望的と言われたものの、数ヶ月間で完全に回復したという 。
イギリスから帰国したベックウィズは、SAS型の部隊を有していない事による米陸軍の脆弱性に関するレポートを提出した。やがて彼は大尉に昇進するが、依然として新部隊の設置は行われなかった。これは上層部が既存の特殊部隊に対してある程度満足していた為とされ、その後も彼は陸軍高級将校団に対する働きかけを続けた。
一方、第7特殊部隊グループの作戦士官として、ベックウィズは特殊部隊群の訓練に大きな変革をもたらした。当時の特殊部隊群は不正規戦と現地抵抗運動の育成を主な任務と捉え、訓練もそれに沿って行われていた。ところがベックウィズは異なる認識を持っており、次のように述べている。

特殊部隊群の将兵たるもの、有能な『異色の兵隊』である前に有能な『普通の兵隊』であるべきだ。私はかつて歩兵中隊を率いたが、特殊部隊群着隊後は通常部隊を指揮した経験が全く無い将校に出会って面食らったものだ。

ベックウィズは第7特殊部隊グループを訓練するにあたり、SASで学んだ教訓を取り入れて米軍の特殊戦教本を書き換える所から始めた。この折に制定された非常に厳しく実用的な訓練過程は現代のQコースとして知られる訓練過程に繋がっている。
ベトナムに派遣されるとプロジェクト・デルタのコードネームで呼ばれる特殊部隊を指揮した。1966年には50口径弾を受けて腹部を負傷する。軍歴の中で2度目となる瀕死の重傷だったが、やはりベックウィズは数ヶ月で完全に回復を果たした。その後はレンジャー学校のフロリダ・フェーズ(Florida Phase)と呼ばれる訓練過程の見直しにあたった。フロリダ・フェーズは第二次世界大戦の戦訓に従って設計されており、ベックウィズはこれをベトナムにおけるジャグルでの実戦に即したものへと転換させた。
1968年のテト攻勢を受け、ベックウィズ中佐はベトナムへと呼び戻され第101空挺師団第1旅団第327歩兵連隊第2大隊長に着任する。第2大隊は「弛み無し」(No Slack)の異名を取り、ベックウィズは9ヶ月間同大隊の大隊長を務めた。この間、フエでの反撃や、ミンゴ作戦(Operation Mingo)、ジェブ・スチュアート作戦(Operation Jeb Stuart)、ネヴァダの鷹作戦（Operation Nevada Eagle, フエ・フバイ地区の掃討）、サマーセット・プレーン（Somerset Plain, アシャウ渓谷南方の掃討作戦）など複数の戦闘・作戦に従事した。さらに北ベトナム軍が厳重に防衛していたフエ西側の国道547号線を7kmも前進し、バストーニュ火力支援基地(Fire Support Base Bastogne)の構築にも成功している。1973年から1974年、ベックウィズ中佐は統合戦死者回収センター(Joint Casualty Resolution Center, JCRC)Bチームの指揮官としてタイ空軍のナコン・パノム空軍基地に勤務し、その間に大佐に昇進している。ロバート・キングストン准将を指揮官とするJCRCの任務は、インドシナ半島全体の行方不明軍人を捜索し、生死および死亡していた場合の状況を調査することだった。戦闘部隊ではなかったものの、JCRCは任務の為に前線を超えて活動を行わねばならないことも多かったという。その後、ベックウィズ大佐はノースカロライナ州フォート・ブラッグ駐屯地に移り、訓練部隊の指揮官を務めた。

### デルタフォース
ベックウィズが60年台に示した行動的な精鋭部隊の構想は、およそ10年間も無視され続けた。70年台半ば、国際テロの脅威を背景に、ようやくベックウィズは自分の構想を実現する機会に恵まれた。1977年11月、対テロ部隊としてデルタフォースが設立された。主に想定された任務は人質救出、隠密作戦、特殊偵察などであった。しかし、最初のミッションとなったイーグルクロー作戦は航空障害が原因で数名の死傷者が出た為に失敗に終わっている。この教訓を生かし、後に第160特殊作戦航空連隊(160th Special Operations Aviation Regiment)が編成された。この部隊はデルタフォースなど各種特殊部隊の輸送を任務とした。また、統合特殊作戦コマンド(JSOC)は上院による任務失敗に関する調査の間にベックウィズが直々に組織した。

## 晩年
イランでの作戦失敗を経て、ベックウィズは陸軍を退役した。その後はセキュリティ・コンサルタントの事務所を開き自らコンサルタントとして働く傍ら、デルタフォースに関する書籍の執筆を行った。1994年6月13日、自宅にて死去。テキサス州サンアントニオのフォート・サム・ヒューストン国立墓地に埋葬された。
ベックウィズは妻キャサリン・ベックウィズ(Katherine Beckwith)との間に3人の子供をもうけていた。

## 著書
- Beckwith, Charles. Delta Force: The Army's Elite Counterterrorist Unit, Avon Books, 2000. (Mass market paperback; original work published 1983.) ISBN 0-380-80939-7